# Franz Wilhelm von Galen zu Assen
Franz Wilhelm von Galen zu Assen (Taufname: Franz Wilhelm Bernhard; * 1648 in Dinklage; † 30. Januar 1716 ebenda) war Droste in Vechta und Wildeshausen sowie Erbkämmerer im Hochstift Münster.

## Leben

### Herkunft
Aus dem uralten westfälischen Adelsgeschlecht von Galen, welches zu den bedeutendsten im Hochstift Münster zählt, sind zahlreiche bedeutende und namhafte Persönlichkeiten hervorgegangen. Im 16. Jahrhundert sympathisierte es teilweise mit der Reformation, wurde später wieder katholisch.
Franz Wilhelm von Galen zu Assen wurde als Sohn des Johann Heinrich von Galen (15. November 1609 – 17. September 1694, Erbkämmerer, Reichsfreiherr und Amtsdroste in Vechta,  Bruder des Fürstbischofs Christoph Bernhard von Galen) und der  Anna Elisabeth Droste zu Vischering (Tochter des Amtsdrosten Heidenreich Droste zu Vischering) geboren. Er hatte zwei Schwestern: Margareta (* 1644, ⚭ Hermann Matthias von Velen) und Catharina Elisabeth (* 1652, ⚭ Bernhard von Büren zu Mengede). Nach dem Tod der Mutter heiratete sein Vater Anna Elisabeth von der Recke zu Steinfurt. Aus dieser Ehe stammten acht Kinder, vier Schwestern sowie die Brüder Heinrich Ludwig, Christoph Heinrich, Ferdinand Benedikt und Karl Anton.
Franz Wilhelm heiratete am 12. Juli 1671 Ursula Helena von Plettenberg zu Lenhausen (* 1654, † 1720), eine Schwester des Fürstbischofs Friedrich Christian von Plettenberg. Aus der Ehe gingen sieben Kinder hervor: Anna Maria, (* 1672, ⚭ Franz Anton von Landsberg), Wilhelm Goswin Anton (* 1678, † 1710), Friedrich Christian, Wilhelm Ferdinand, Francelina (* 1680, ⚭ Franz Christoph von Hörde zu Störmede), Elisabeth Antonetta († 1715, Kanonisse in Nottuln) und Maria Theresia († 1727, Stiftsdam in Nottuln, ⚭ Franz Otto von Weichs).

### Werdegang und Wirken
Mit dem Erhalt der Tonsur am 29. Januar 1654 bereitete sich Franz Wilhelm von Galen zu Assen auf ein geistliches Amt vor.
Er studierte an der Akademie in Douai, nachdem er im Jahre 1663 an der Universität Köln immatrikulierte.
Im Jahre 1672 wurde er zur Münsterschen Ritterschaft aufgeschworen. 1675 erhielt er von seinem Onkel Christoph Bernhard mehrere Ämter (Thedinghausen, Wildeshausen, Bederkesa, Langwedel) des eroberten schwedischen Herzogtums Bremen zur Verwaltung.
Franz Wilhelm von Galen zu Assen trat in die Fußstapfen seines Vaters und wurde 1676 zunächst Droste im Amt Wildeshausen und später in den Jahren 1681 und 1683 Droste im Amt Vechta.
Er war Stammherr und wurde von seinem Onkel, dem Fürstbischof, als Erbkämmerer eingesetzt. Sein Nachfolger wurde sein Sohn Wilhelm Goswin Anton (* 1678, † 1710). Franz Wilhelm wurde am 12. Februar 1716 in der Pfarrkirche zu Dinklage bestattet. Seit 1837 befindet sich sein Grab in der Burgkapelle.

## Sonstiges
Der Schulzenhof Dahlberg bei Bramsche wurde 1707 von Franz Wilhelm von Galen zu Assen ersteigert.